# 鸭形玻璃注
鸭形玻璃注是中国北方十六国时期的玻璃工艺品。1965年9月出土於辽宁省北票县西官营子的北燕冯素弗墓。现藏辽宁省博物馆。

## 概况
鸭形玻璃注半透明淡绿色玻璃质，内部微见银绿色锈浸。长20.5厘米，腹径5.2厘米，重约70克。其形体横长，呈鸭形，瓶口如鸭嘴，修颈鼓腹，尾部细长，尾尖略微残缺。背部粘出一对三角形玻璃条作为雏鸭式翅膀，腹部两侧各粘一段波状折线纹以拟鸭足，腹底贴一扁平玻璃以维持平衡。
玻璃注空置时重心靠前，要將腹部充水半满使後身加重方可以放稳。

## 价值
鸭形玻璃注的材质是当时中国尚不能生产的钠钙玻璃，产于今地中海沿岸叙利亚一带，须辗转经由西域通过柔然，传入北燕。因此，鸭形玻璃注是研究中国古代草原丝绸之路的重要物证，其造型生动别致，在早期玻璃器中十分罕见。具有重要的历史和艺术价值。